# Die goldene Nixe
Die goldene Nixe ist eine US-amerikanische Filmbiografie der australischen Schwimmerin Annette Kellerman aus dem Jahre 1952. Unter der Regie von Mervyn Le Roy spielte die auf aquatische Filmstoffe spezialisierte Esther Williams die Titelrolle, an ihrer Seite übernahm Victor Mature die männliche Hauptrolle. 

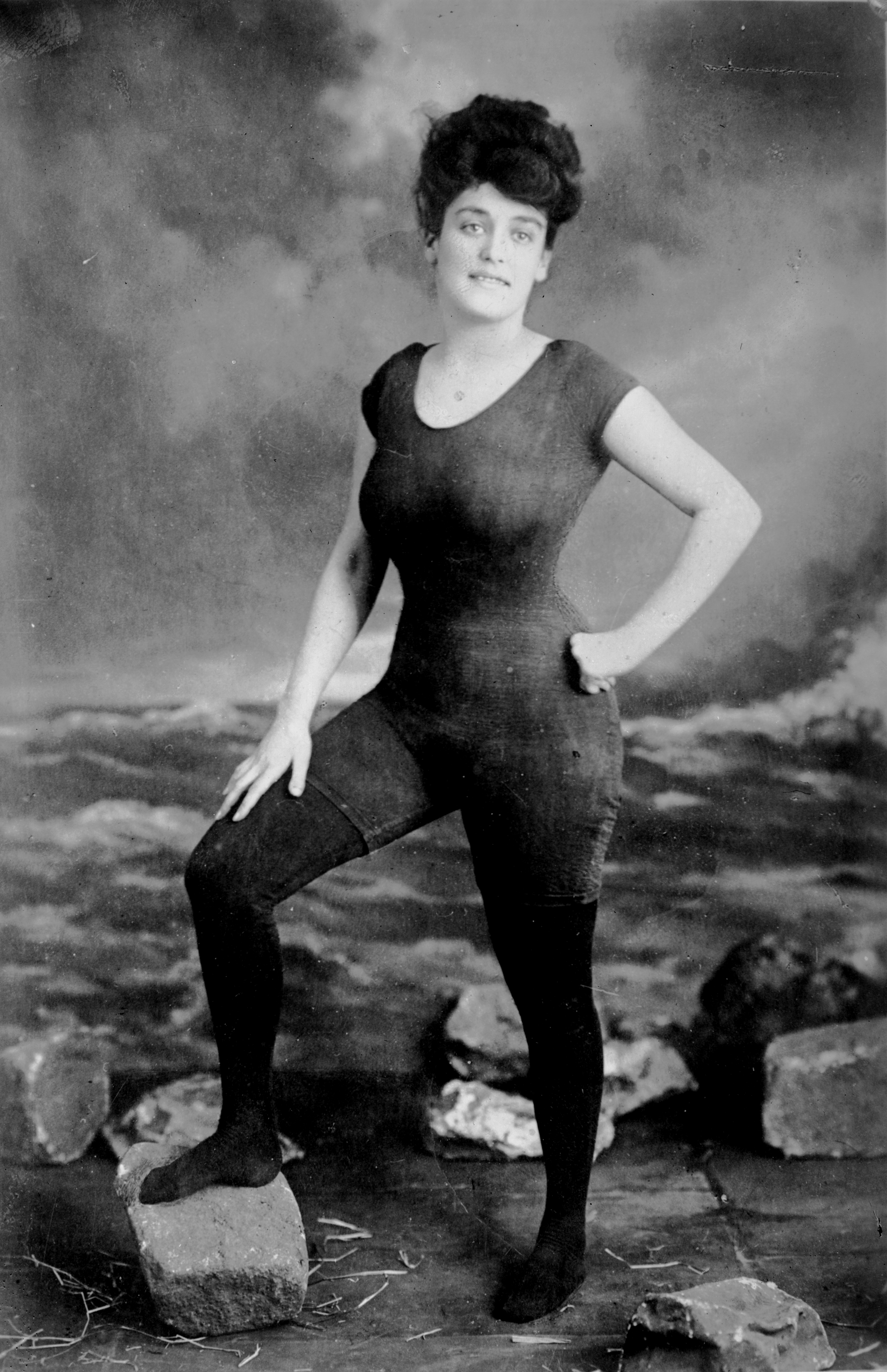
Die echte Annette Kellerman in ihrem berühmt gewordenen, skandalumwitterten Badeanzug

## Handlung
Australien im ausgehenden 19. Jahrhundert. Das kleine Mädchen Annette Kellerman ist zeitweise an Kinderlähmung erkrankt und dementsprechend gehandicapt. Ihr Vater Frederick führt ein Musikkonservatorium und möchte seiner geliebten Tochter gern die Musik näherbringen. Eines Tages entdeckt Frederick Annette, wie sie in einem nahe gelegenen Fluss schwimmen geht. Der Vater ist vollkommen perplex, aber seine Tochter sagt ihm, dass sie sich das Schwimmen selbst beigebracht und sie auf diese Weise auch das Gehen ohne technische Hilfsmittel erlernt habe. Bald stärkt Annette durch ihre sportlichen Aktivitäten immer mehr ihre Muskulatur und beginnt, zusätzlich zu ihrem täglichen Schwimmtraining, auch mit Ballettstunden. Dank der Ermutigung durch ihren Vater wird sie erstmals Schwimmmeisterin und gewinnt schließlich den New South Wales Amateur Freestyle-Pokal der Frauen. Wegen wirtschaftlicher Probleme ist Frederick Kellerman eines Tages gezwungen, sein Konservatorium zu schließen, und nimmt stattdessen eine Lehrstelle in London an. Auf der Schiffspassage nach England stoßen die Kellermans auf den amerikanischen Promoter James Sullivan, der mit seinem Freund Doc Cronnol das boxende Känguru Sidney trainiert, um so im alten England groß herauszukommen. Sullivan ist beeindruckt von Annettes Fähigkeiten und schlägt vor, sie als Coach zu betreuen, was Annettes Vater erbost zurückweist. In London muss Frederick feststellen, dass die Musikschule, an der er unterrichten sollte, nach dem Tod ihres Besitzers geschlossen wurde. Bald ist Annette dazu gezwungen, mehrere ihrer Schwimmtrophäen zu verpfänden. 
Eines Tages besuchen Sullivan und Doc Annette. James schlägt vor, dass Annette ein Sechs-Meilen-Schwimmen nach Greenwich als Werbenummer absolviert, und bietet ihr fünf Pfund Entlohnung an. Annette ist interessiert, schlägt aber vor, dass sie stattdessen 26 Meilen schwimmt. Am entscheidenden Tag sind jedoch keine Reporter vor Ort anwesend, die Annettes Leistung bestaunen könnten. Das Mädchen springt dennoch in die Themsefluten, begleitet von den parallel zu ihr rudernden Doc und James. Bald verbreitet sich Annettes Rekordversuch wie ein Lauffeuer, und Menschenmassen säumen das Ufer, um ihr zuzujubeln. Frederick feuert sie gleichfalls an und begrüßt seine erschöpfte Tochter herzlich, als sie in Greenwich wieder aus dem Wasser steigt. Am nächsten Tag erhält James Sullivan eine Fülle von Angeboten, allesamt Annette betreffend. Der hat sofort eine Idee. Man müsse in die USA reisen, um dort Annette als Meisterschwimmerin in einer Riesennummer im Rahmen eines Wasserballetts groß herauszubringen und zu vermarkten. Er habe dort auch schon den entsprechenden Ansprechpartner, Alfred Harper, den Besitzer des New Yorker Hippodroms. Das Boxkänguru Sidney wird verkauft, sodass die Überfahrt finanziert ist. In New York zeigt sich Harper jedoch nicht bereit, das finanzielle Risiko mit Annette einzugehen, da die junge Frau in den Vereinigten Staaten vollkommen unbekannt ist. Lediglich einen Job als Showgirl bietet ihr der Impresario an. 
Annette lehnt ab. Sie will unbedingt ihrem Vater ermöglichen, hier in Amerika ein eigenes Musikkonservatorium auf die Beine zu stellen, und so schlägt die junge Frau vor, nach Boston zu gehen, um dort erneut an einem gut bezahlten Marathonschwimmen teilzunehmen. In Boston sind die Alteingesessenen schockiert: Diese junge Frau aus Übersee trägt einen für diese Zeit geradezu revolutionären einteiligen Badeanzug! Prompt bringt sie damit die Sittenwächter auf den Plan, und eines Tages wird Annette Kellerman, als sie mit diesem Badeoutfit am Revere Beach auftaucht, verhaftet und wegen unsittlichen Benehmens in der Öffentlichkeit vor Gericht gestellt. Die Zeitungen berichten landesweit darüber, und Annette Kellerman ist nun in ganz Amerika schlagartig bekannt. In ihrem Prozess überzeugt Annette den Richter, dass der einteilige Badeanzug für das Meisterschaftsschwimmen notwendig ist. Der weist daraufhin den Fall ab. Annette ist nun in den USA ein Begriff und wird der Erfolgsgarant einer von James auf die Beine gestellten Schwimm- und Tauchshow. Die beiden jungen Leute verlieben sich ineinander. Nun taucht ein Mr. Aldrich auf und bietet Annette einen Job an, der 500 Dollar pro Woche einbringen würde. Darüber kommt es erstmals zum Streit zwischen Annette und ihrem Jimmy. Während der mit Kumpel Doc für einen Job nach Florida entfleucht, erhält Annette eine noch bessere Offerte. Alfred Harper bietet ihr an, der Star im Wasserballett seines Hippodroms zu werden. Annette sagt zu und sorgt mit ihrem Können für Schlagzeilen. Ihrem Vater hat sie dort den Posten Frederick des Orchesterleiters verschafft. Als Frederick Kellerman bald darauf stirbt, ist Annette am Boden zerstört. 
Trotz der räumlichen Distanz liebt Annette ihren Jimmy noch immer. Sie bittet Doc, Jimmy davon abzuhalten, an einem gefährlichen Cross-Country-Flugrennen teilzunehmen, bei dem ein Preisgeld in Höhe von 50.000 Dollar winkt. Annette eilt zum Flugplatz, muss aber mit anschauen, wie „ihr“ Jimmy, kurz bevor er in die Luft geht, eine fremde Frau küsst. Daraufhin macht Annette ihm eine Szene. Jimmy weigert sich, seinen Flug abzusagen und übergibt ihr nahezu wortlos einen für sie erstandenen Verlobungsring. Alfred Harper zeigt derweil gleichfalls privates Interesse an Annette und will sie heiraten, doch sie reagiert nicht auf seinen Antrag. Jimmy schmiert mit seinem Flugzeug ab, wird aber nicht ernsthaft verletzt. Zur Aussprache zwischen ihm und ihr kommt es auch jetzt nicht. An Weihnachten hält Alfred um Annettes Hand an, und diesmal nimmt sie an. Beide reisen nach Hollywood, wo Annette 1914 in ihrem ersten großen Film „Neptuns Tochter“ zu sehen sein wird. Später kommt es bei Dreharbeiten zu einem Wasserbecken-Unfall, bei dem sich Annette Kellerman schwer verletzt. Jimmy besucht seine Traumfrau jeden Tag im Krankenhaus und wird dabei einmal von Alfred beobachtet, dem nun klar wird, wie viel Annette dem Rivalen bedeutet. Beide gehen gemeinsam bis zu ihrem Krankenzimmer. Die ärztliche Diagnose ist niederschmetternd: Annette wird wohl nie wieder gehen können. Heimlich schleicht sich Jimmy in ihr Zimmer und versucht Annette Mut zu machen. Auch diesmal solle sie nicht den Kopf hängen lassen, sondern stattdessen darauf bauen, eines Tages wie einst wieder gehen zu können. Alfred sieht, wie eng das Band zwischen den beiden noch ist, wünscht ihnen viel Glück und übergibt Jimmy seinen Verlobungsring für Annette. Dann geht er. Jimmy zieht Annette den Ring auf den Finger, und beide küssen sich.

## Produktionsnotizen
Die Dreharbeiten zu Die goldene Nixe begannen Mitte Januar 1952 und endeten genau drei Monate darauf. Die Weltpremiere fand in New York am 4. Dezember 1952 statt, Massenstart war am 26. Dezember desselben Jahres. In Deutschland konnte man Die goldene Nixe erstmals am 5. November 1953 sehen.
Cedric Gibbons und Jack Martin Smith zeichneten für die Filmbauten verantwortlich, Edwin B. Willis für die Ausstattung. Busby Berkeley gestaltete die Choreografie von Esther Williams‘ Wasserrevue-Nummern. Howard W. Koch war Regieassistent. Walter Plunkett entwarf die Kostüme. William Tuttle war der Maskenbildner. Douglas Shearer übernahm die Tonüberwachung. A. Arnold Gillespie überwachte die optischen Spezialeffekte.
Chefkameramann George J. Folsey erhielt eine Nominierung für den Oscar in der Kategorie Beste Farbfilmfotografie.
Der Film war bei Produktionskosten von etwa 2, 64 Millionen Dollar und einem Einspielergebnis von knapp 5 Millionen Dollar sehr erfolgreich, und es wurde eine Fortsetzung in Erwägung gezogen, jedoch nicht umgesetzt. Esther Williams, die sich zu dieser Zeit auf dem Höhepunkt ihres Ruhms befand, erhielt seitdem den Spitznamen „Million Dollar Mermaid“ und nannte ihre 1999 erschienene Autobiografie auch so.
Bei einem hohen Sprung ins tiefe Wasser verletzte sich Esther Williams während der Dreharbeiten schwer, wie sie in ihren Memoiren berichtete.

## Kritiken
Bosley Crowther schrieb in der New York Times: „Wie die Bühnenshow ist auch dieser Technicolor-Rummel, der lachend vorgibt, eine Biografie der berühmten Schwimmerin Annette Kellerman zu sein, ein Luxus von Tamtam, zu dem Hippodrom-Nummern, Wasserballette, Badeanzugshows, Tauchdarbietungen, schwache Komödie, Anachronismen und Klischees gehören. Der Film enthält auch eine Fülle von Miss Williams und Victor Mature, aber er enthält nicht die Glückseligkeiten eines ziemlich faszinierenden Skripts. Dies ist ein bemerkenswertes Versäumnis, denn es gibt sehr gedehnte Strecken in diesem quietschbunten Film, die von einer Vorwärtsbewegung (oder irgendeiner anderen) Bewegung des Drehbuchs abhängen.“

„Sport, Revue und Liebe in einem musikalischen Ausstattungsfilm, dessen verschwenderische und erfindungsreiche Wasser-Choreographie von Busby Berkeley stammt. Mehr Fantasie als biografische Exaktheit, aber eine harmlos-sympathische Unterhaltung.“

Der Movie & Video Guide verortete hier ein „Einige typisch aufwendige Produktionsummern von Busby Berkeley“.
Halliwell‘s Film Guide urteilte: „Ungenaue Filmbiografie, die ihre Daseinsberechtigung dank der spektakulären Wassershow-Sequenzen besitzt, aber absolut nichts Neues im Drehbuch.“